# Kadoma (Osaka)
Kadoma (門真市, Kadoma-shi) és una ciutat i municipi de la prefectura d'Osaka, a la regió de Kansai, Japó. Degut a la seua proximitat, Kadoma forma part de l'àrea metropolitana d'Osaka i és una ciutat dormitori d'aquesta.

## Geografia
El municipi de Kadoma es troba al centre de la prefectura d'Osaka, i està adscrit pel govern prefectural a la Regió de Kitakawachi o Kawachi nord, en record de l'antiga província i del districte on es trobava Kadoma fins al 1963. La ciutat de Kadoma limita amb Osaka i Daitō al sud, amb Moriguchi i Neyagawa al nord i amb Shijōnawate a l'est.

## Història
Fins a l'era Meiji, l'àrea on actualment es troba Kadoma formava part de l'antiga província de Kawachi. Des de 1889 fins a l'establiment de la ciutat de Kadoma l'1 d'agost de 1963, el municipi va formar part del ara desaparegut districte de Kitakawachi.

## Transport

### Ferrocarril
- Ferrocarril Elèctric Keihan
  - Estació de Nishisansō
  - Estació de Kadoma-shi
  - Estació de Furukawabashi
  - Estació d'Ōwada
  - Estació de Kayashima
- Metro d'Osaka
  - Estació de Kadomaminami
- Monocarril d'Osaka
  - Estació de Kadoma-shi

### Carretera
- Autopista de Kinki
- Nacional 163

## Agermanaments
- Kami, prefectura de Hyogo, Japó. (1975)
- Eindhoven, Brabant del Nord, Països Baixos. (1967)
- São José dos Campos, estat de São Paulo, Brasil. (1973)